# Président de l'Ukraine
Le président de l'Ukraine (en ukrainien : Президент України romanisé : Prezydent Ukraïny) est le chef d'État ukrainien. Il est élu par les citoyens ukrainiens au suffrage universel direct tous les cinq ans.
La fonction est exercée par Volodymyr Zelensky depuis le 20 mai 2019.

## Élection présidentielle
Les modalités du scrutin sont régies par la constitution de 1996 et la loi électorale. Le Président de l'Ukraine est élu au scrutin uninominal majoritaire à deux tours pour un mandat de cinq ans, renouvelable une seule fois de manière consécutive. Est élu le candidat qui réunit la majorité absolue de l'ensemble des suffrages, y compris les votes blancs et nuls. Si aucun candidat n’obtient cette majorité au premier tour, un second tour est organisé trois semaines plus tard entre les deux candidats arrivés en tête, et celui recueillant le plus de suffrages est déclaré élu,. 
La constitution dispose que l'élection a lieu le dernier dimanche du mois de mars de la cinquième année du mandat du président sortant, sauf dans le cas d'une fin anticipée de son mandat, auquel cas une élection a lieu dans les 90 jours.

### Conditions de candidature
L'article 103 paragraphe 2 dispose que, pour être candidate, une personne doit être citoyen ukrainien, avoir plus de 35 ans, avoir le droit de vote, et avoir résidé en Ukraine les dix années précédant le jour du scrutin. Enfin, le candidat doit maîtriser la langue officielle.
Enfin, une personne ne peut prétendre à être candidat s'il a exercé la fonction de président lors des deux mandats précédent l'élection.

### Incompatibilité
L'article 103 paragraphe 4 de la Constitution dispose que le président « ne peut occuper une autre fonction représentative, occuper un poste dans des organismes gouvernementaux ou des associations de citoyens, ni occuper un emploi rémunéré ou exercer une activité commerciale, ni être membre d'un organe de direction ou du conseil de surveillance d'une entreprise à but lucratif ».

### Prestation de serment
Le candidat élu doit prêter serment devant le président de la Cour constitutionnelle lors d'une séance solennelle de la Rada (Conseil suprême). Il prête le serment suivant :

« Я, [nom de l'élu], волею народу обраний Президентом України, заступаючи на цей високий пост, урочисто присягаю на вірність Україні. Зобов'язуюсь усіма своїми справами боронити суверенітет і незалежність України, дбати про благо Вітчизни і добробут Українського народу, обстоювати права і свободи громадян, додержуватися Конституції України і законів України, виконувати свої обов'язки в інтересах усіх співвітчизників, підносити авторитет України у світі. »

— Article 104 de la Constitution

« Moi, [nom de l'élu] élu président de l'Ukraine par la volonté du peuple, en assumant cette haute fonction, je jure solennellement fidélité à l'Ukraine. Je m'engage dans tous mes actes à défendre la souveraineté et l'indépendance de l'Ukraine pour le bien de la Patrie et le bien-être du peuple ukrainien, à protéger les droits et libertés des citoyens, à observer la Constitution et les lois de l'Ukraine, à exercer mes fonctions dans l'intérêt de tous mes compatriotes et à rehausser le prestige de l'Ukraine dans le monde. »

— Article 104 de la Constitution

## Pouvoirs et rôle

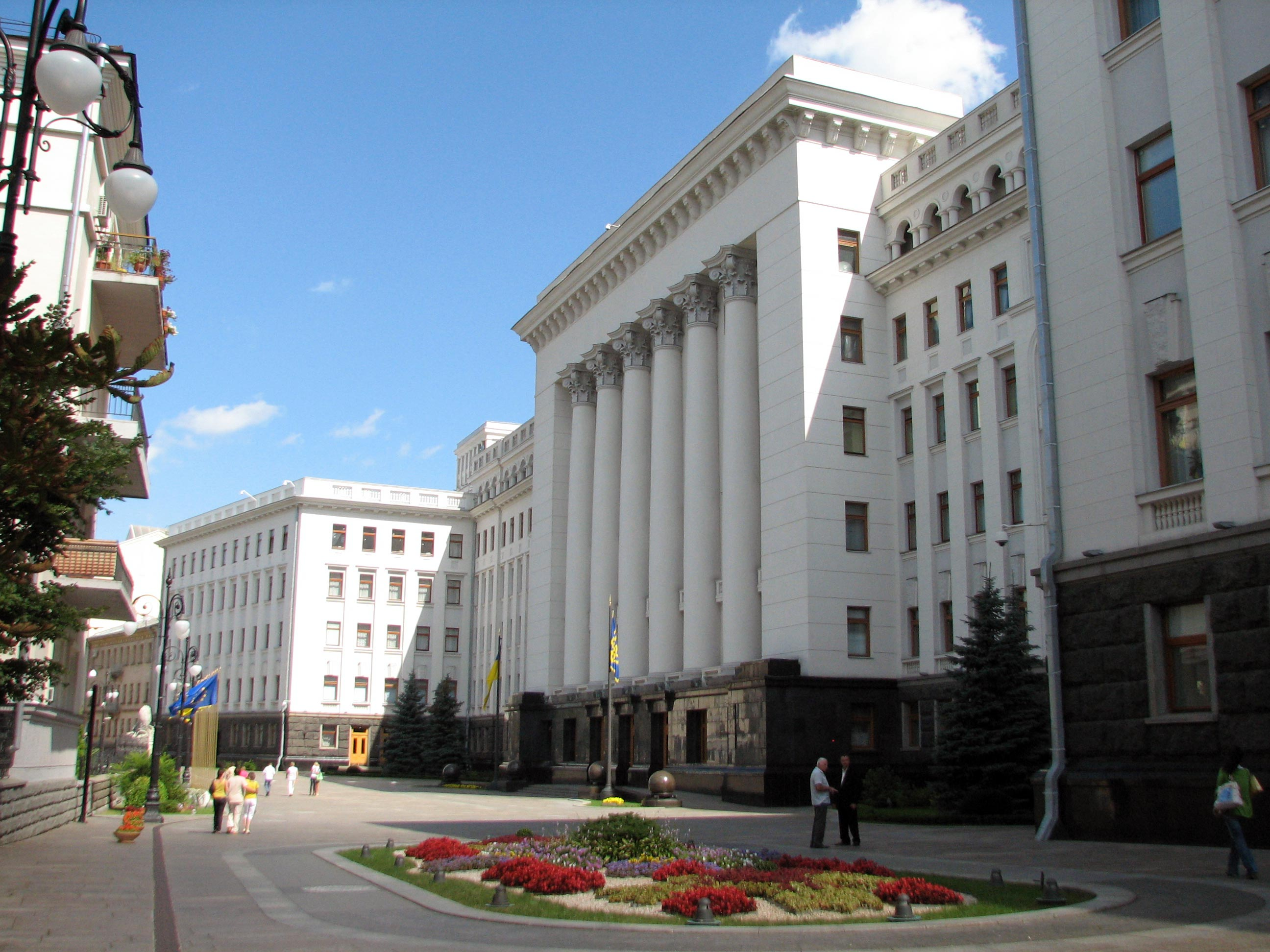
Le bâtiment de l'administration présidentielle (Kiev).

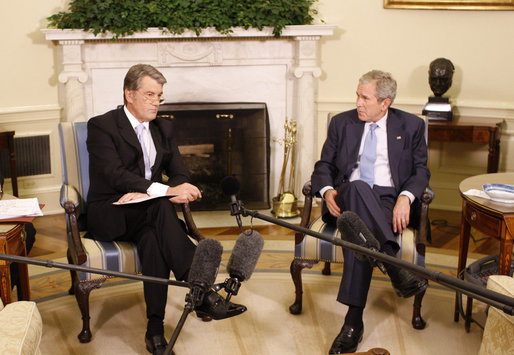
Viktor Iouchtchenko et George W. Bush en 2008.

Le président est le garant de la souveraineté nationale et de l'indivisibilité de l'Ukraine. Contrairement à d'autres systèmes légaux, le président n'est pas à la tête de l'exécutif, incarné par le Premier ministre. Par conséquent, le président représente l'ensemble du pays et du gouvernement, et non une branche particulière de celui-ci. Le président veille à ce que la Constitution ne soit pas violée par les branches législatives, exécutives et judiciaires.
Le président a le pouvoir de proposer un candidat à la fonction de Premier ministre ; le Conseil suprême, au travers de la majorité constitutionnelle, doit soutenir la candidature. Les lois votées par le Verkhovna Rada doivent être signées par le président pour être promulguées. Le président a l'autorité de créer des organes gouvernementaux consultatifs utilisant les budgets de l’État. Le président fait un discours au Parlement et à la Nation tous les ans et peut faire des allocutions spéciales notamment sur des questions domestiques et d'affaires étrangères. Il peut organiser des référendums nationaux.
Le président représente le pays et le gouvernement dans son ensemble au niveau international. Le président a l'autorité de conduire les négociations et de signer les traités au nom du gouvernement ukrainien. Le droit de reconnaître les autres États lui revient. Il accrédite les ambassadeurs dans les autres États et auprès des organisations internationales. De même, il reçoit les lettres d'accréditation des diplomates étrangers. Bien que le président n'appartient pas à la branche exécutive du gouvernement, il peut proposer ses candidats aux fonctions de ministre des Affaires étrangères et de la défense au gouvernement de l'Ukraine.
Le président peut utiliser son droit de veto contre les lois du Parlement ukrainien (à l'exception des lois d'amendement constitutionnel). Le président a beaucoup de pouvoir en matière législative. Il peut dissoudre le Parlement. A contrario, le Parlement peut passer outre au veto du président par un vote à deux tiers de ses membres.
De plus, le président est le commandant en chef des forces armées ukrainiennes, et le chef du Conseil de défense et de sécurité nationale d'Ukraine, qui conseille le président en matière de politique de sécurité internes et externes. Le président peut déclarer la guerre et décréter la loi martiale. Avec confirmation de la Rada, l'état d'urgence ou des zones d'urgence économique peuvent être adoptée par le président.
Le président peut octroyer la grâce présidentielle. Il peut octroyer les décorations et titres honorifiques telle que celle de héros de l'Ukraine. Il peut accorder et retirer la souveraineté.
Le président nomme les chefs des administrations régionales (oblderzhadministratsia), les représentants présidentiels auprès de la république autonome de Crimée, de la Rada, etc. Le président peut abroger toutes les lois adoptées par le Conseil des ministres de Crimée jugées contraires à la Constitution ukrainienne. Il donne son consentement au Premier ministre de Crimée.
Le président nomme également les juges, un tiers des juges de la Cour constitutionnelle, les juges de la Cour suprême, le dirigeant d'Ukroboronprom (association d'entreprises dans la défense de l'Ukraine), le procureur général, le chef du service de sécurité, le président de la Banque nationale, et les membres de la commission électorale avec l'assentiment de la Rada.

## Privilèges

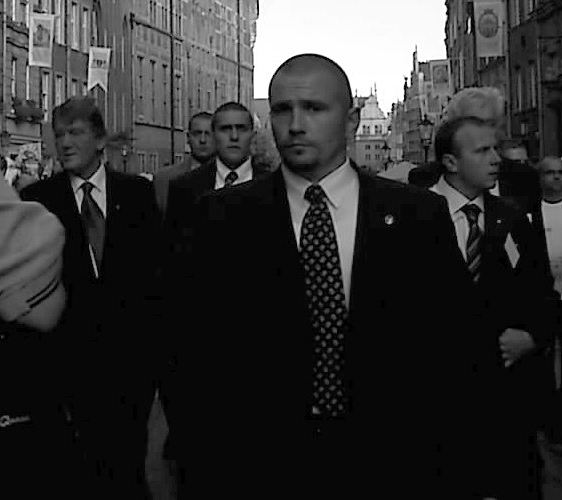
Viktor Iouchtchenko protégé par des gardes du corps à Gdańsk (2004).

### Statut en droit civil et pénal
L'immunité légale totale est accordée au président. Offenser l'honneur et la dignité du président est punissable d'après l'article 105 de la Constitution. Cependant, aucune loi définissant ces éléments et les modalités de cette punition n'a été définie,.

### Résidences
L'Administration présidentielle, appelée familièrement « Bankova », est un organe administratif mis en place pour fournir des conseils et une assistance légale au président.

Une dizaine de résidences sont mises à disposition du président. La résidence de cérémonie officielle est le palais Mariinsky à Kiev. Les autres résidences sont notamment la Maison aux Chimères et la Maison de la veuve qui pleure à Kiev, le Palais Youssoupoff en Crimée, et Sinegora dans l'oblast d'Ivano-Frankivsk. De plus, chaque ancien président se voit allouer une datcha possédée par l’État à Koncha-Zaspa.

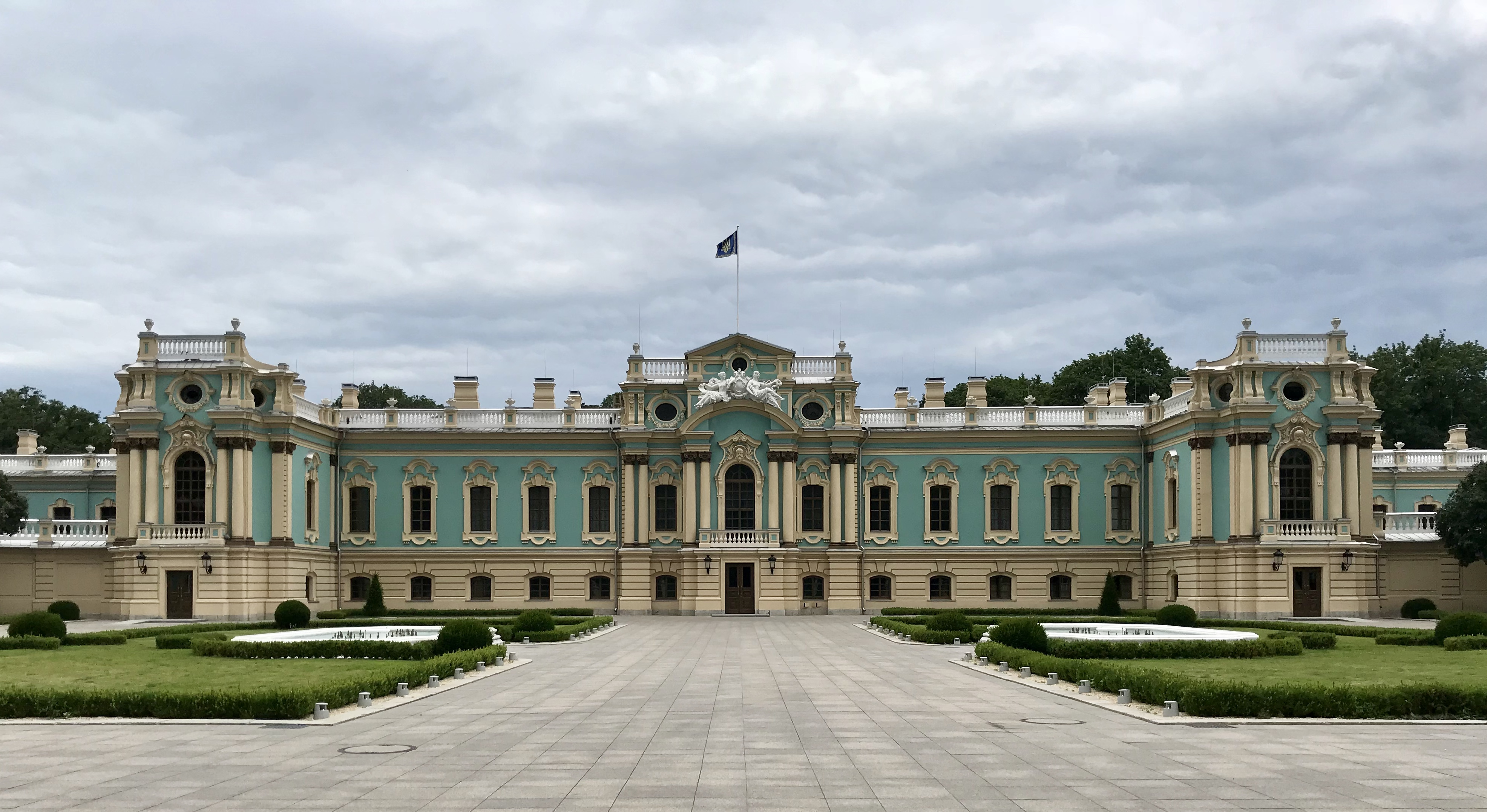
Le palais Mariinsky, résidence officielle du président de l'Ukraine.
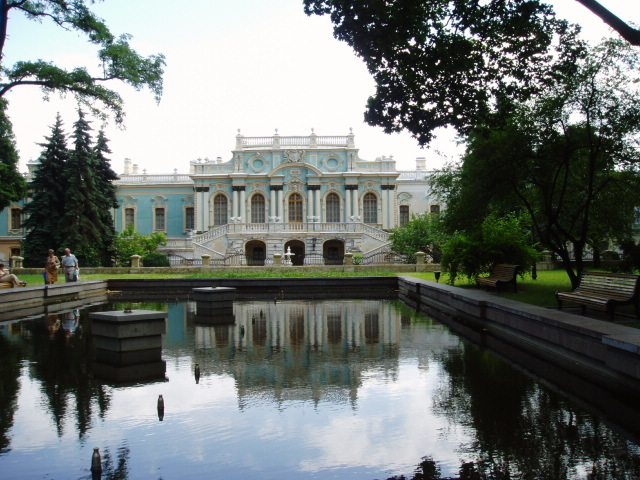
Le palais Mariinsky, côté jardins.
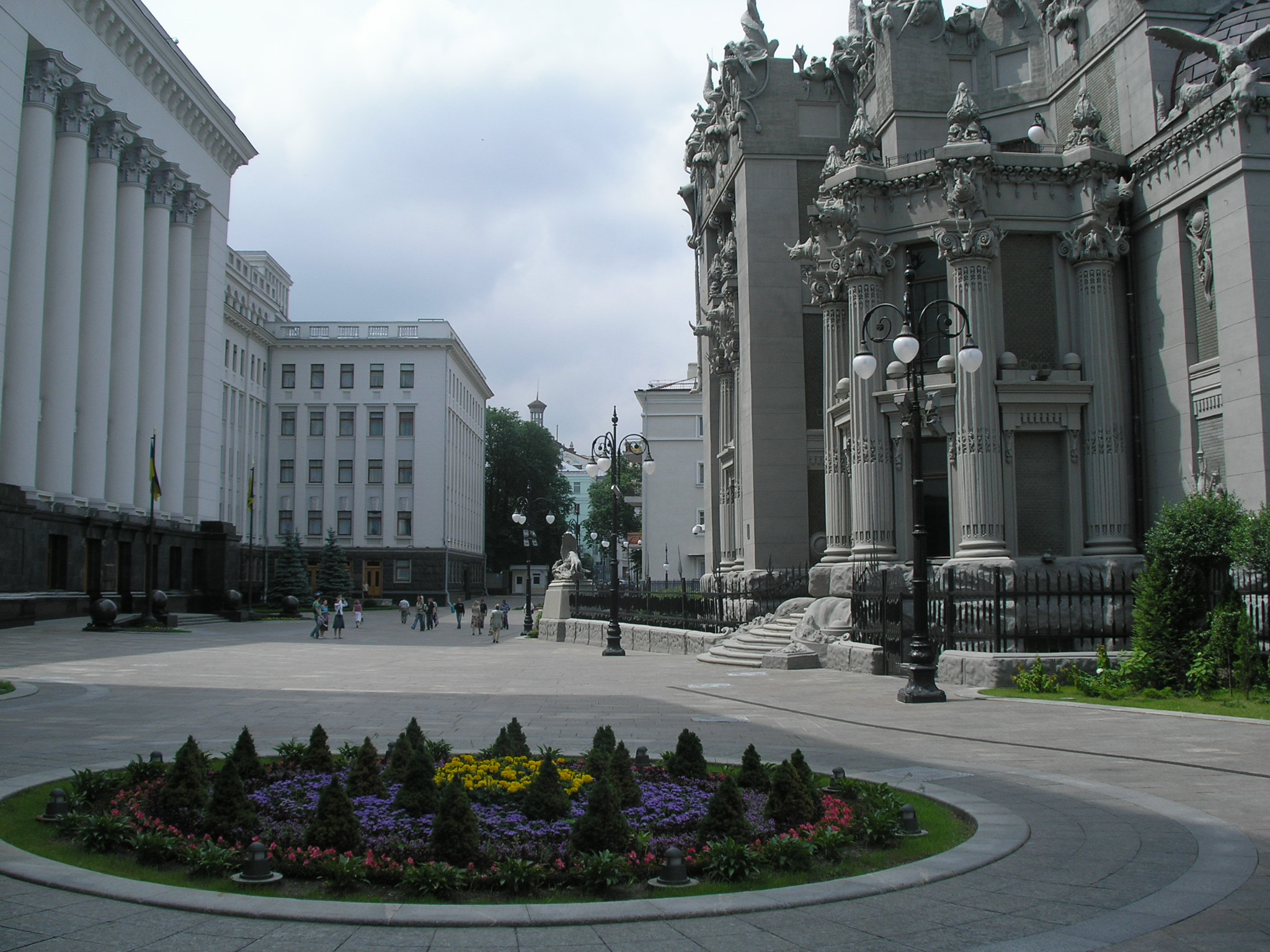
Maison aux Chimères face aux bureaux de la Présidence.

### Transport
Toutes les visites officielles et d’État du président sont faites par un Tupolev Tu-134 d'Ukrayina. Le siège de la société est à Boryspil,.

### Symboles officiels

Étendard du président ukrainien.

Les symboles officiels du président sont l’étendard présidentiel du drapeau ukrainien, le sceau du président, le collier présidentiel et le Bulava du président. Les symboles présidentiels, avec d'autres documents présidentiels importants, se trouvent à la Bibliothèque nationale Vernadsky d'Ukraine.

### Famille
L'épouse du président est présentée comme étant la Première dame ; ce titre est cependant officieux, aucun texte législatif ne lui reconnaissant une quelconque autorité constitutionnelle ou politique. La tradition de la « Première famille » ukrainienne fut inaugurée par Leonid Koutchma.

## Destitution et succession
Pour être destitué, le président doit être accusé de trahison envers l’État et d'autres crimes. Une majorité des deux tiers est nécessaire à la Verkhovna Rada pour que la procédure d'empêchement commence. Une commission d'enquête temporaire est établie par le Parlement pour mener l’enquête. Les conclusions de la Commission sont discutées par le Parlement.
Pour adopter une résolution de destitution, un minimum des deux tiers des membres du Parlement doit soutenir la procédure. Pour destituer le président, un minimum de trois quarts des membres du Parlement doit soutenir la résolution soit 338 députés sur 450 qui compose le parlement.
Dans le cas où le président ne peut exercer ses fonctions, le président de la Rada devient le président par intérim jusqu'à l'élection d'un nouveau président.

## Titulaires

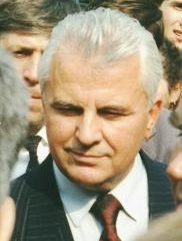
Leonid Kravtchouk (1991-1994)
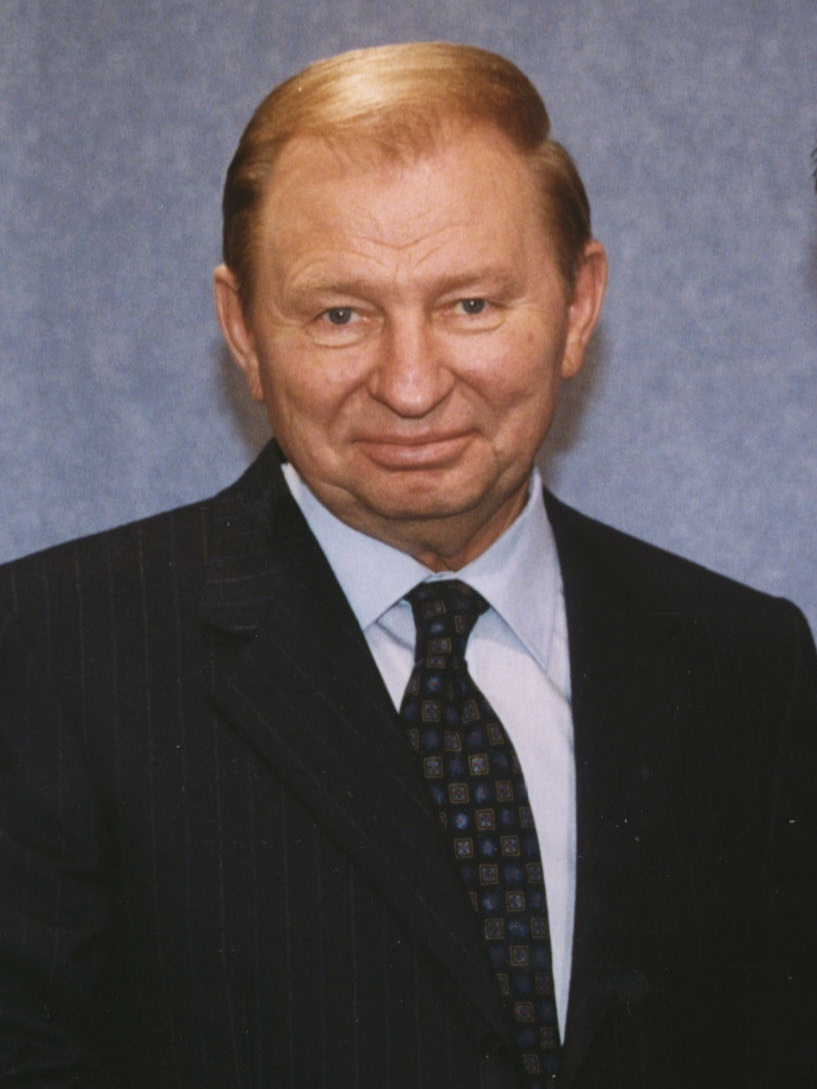
Leonid Koutchma (1994-2005)
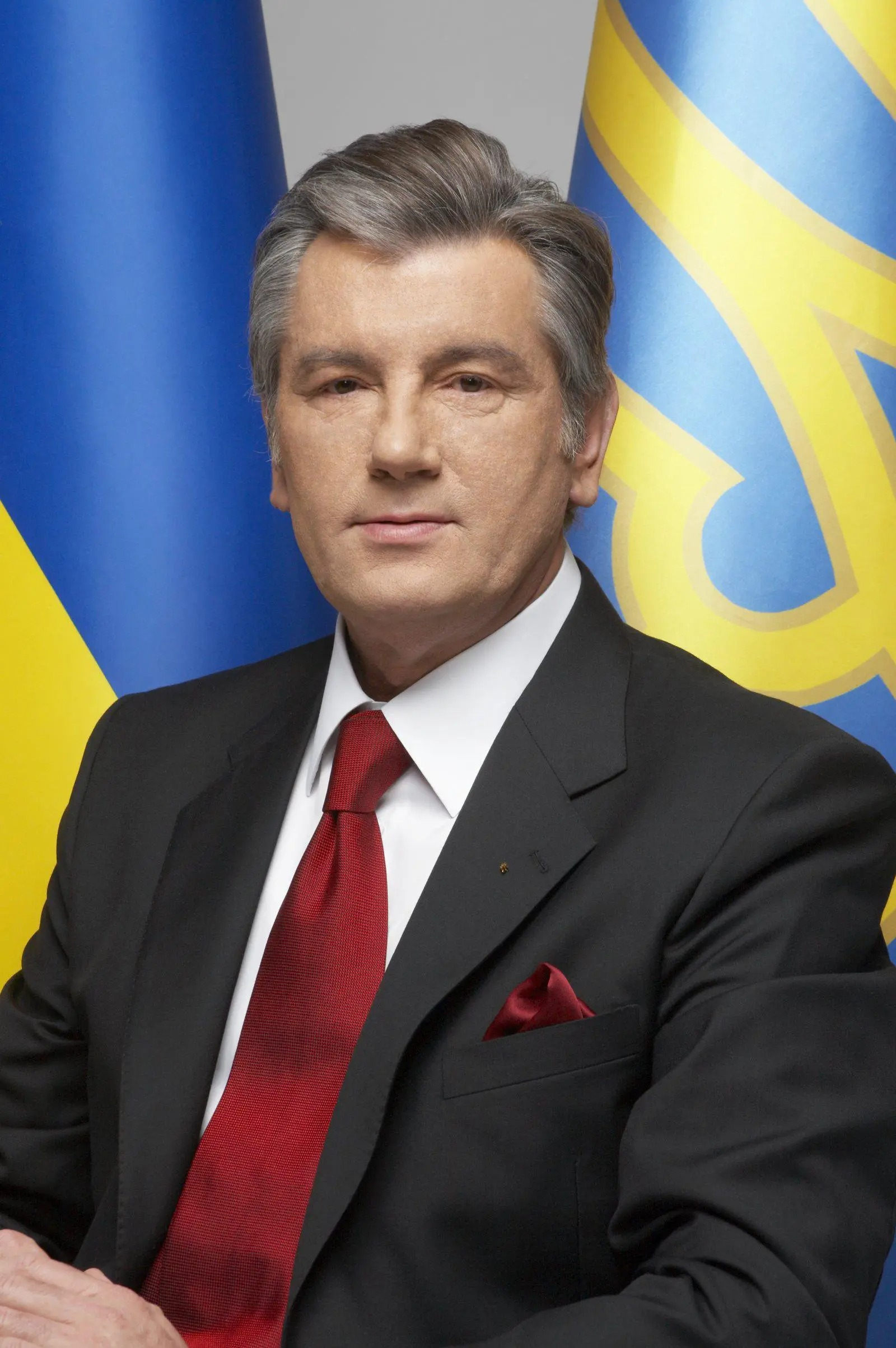
Viktor Iouchtchenko (2005-2010)
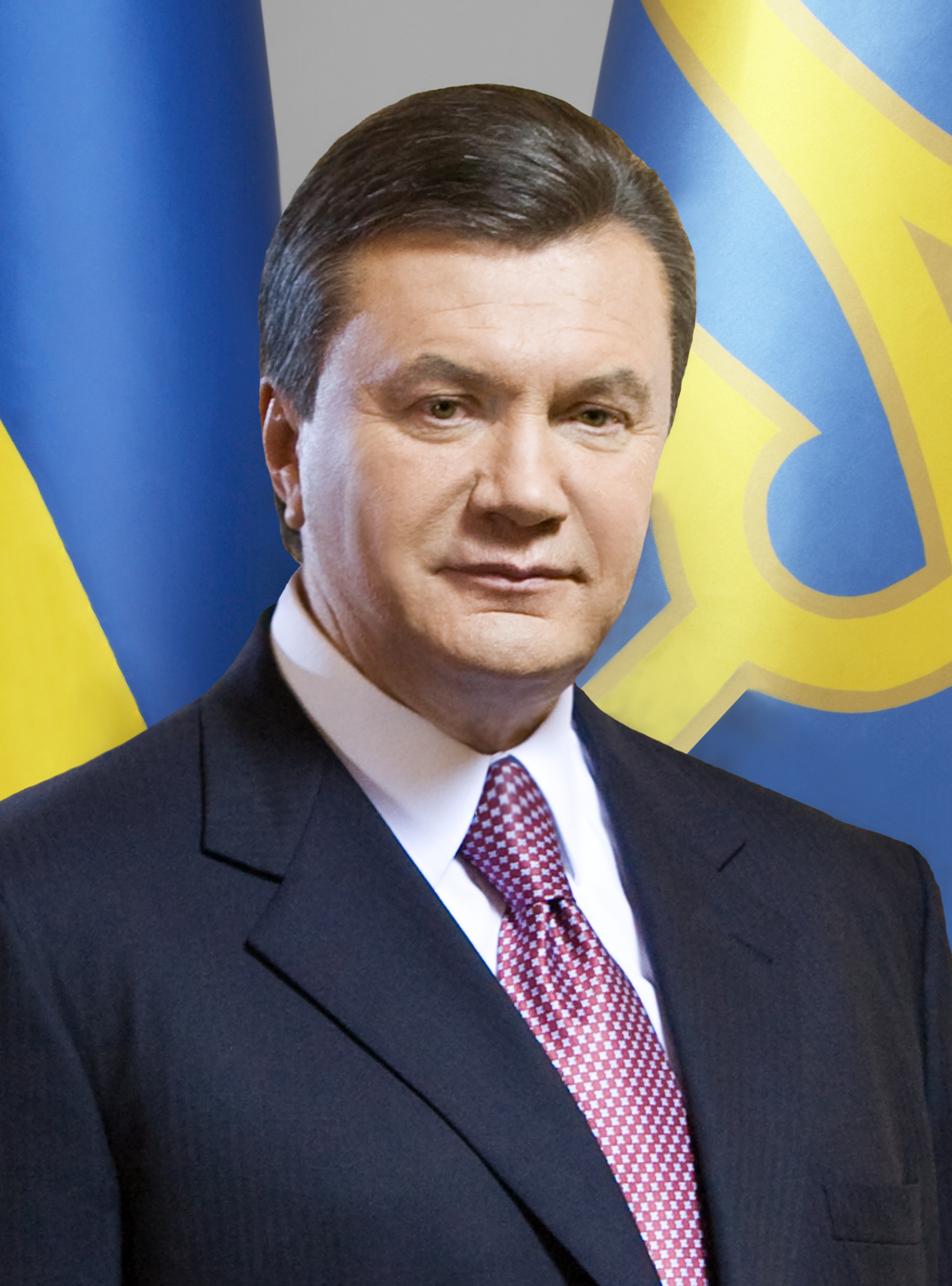
Viktor Ianoukovytch (2010-2014)
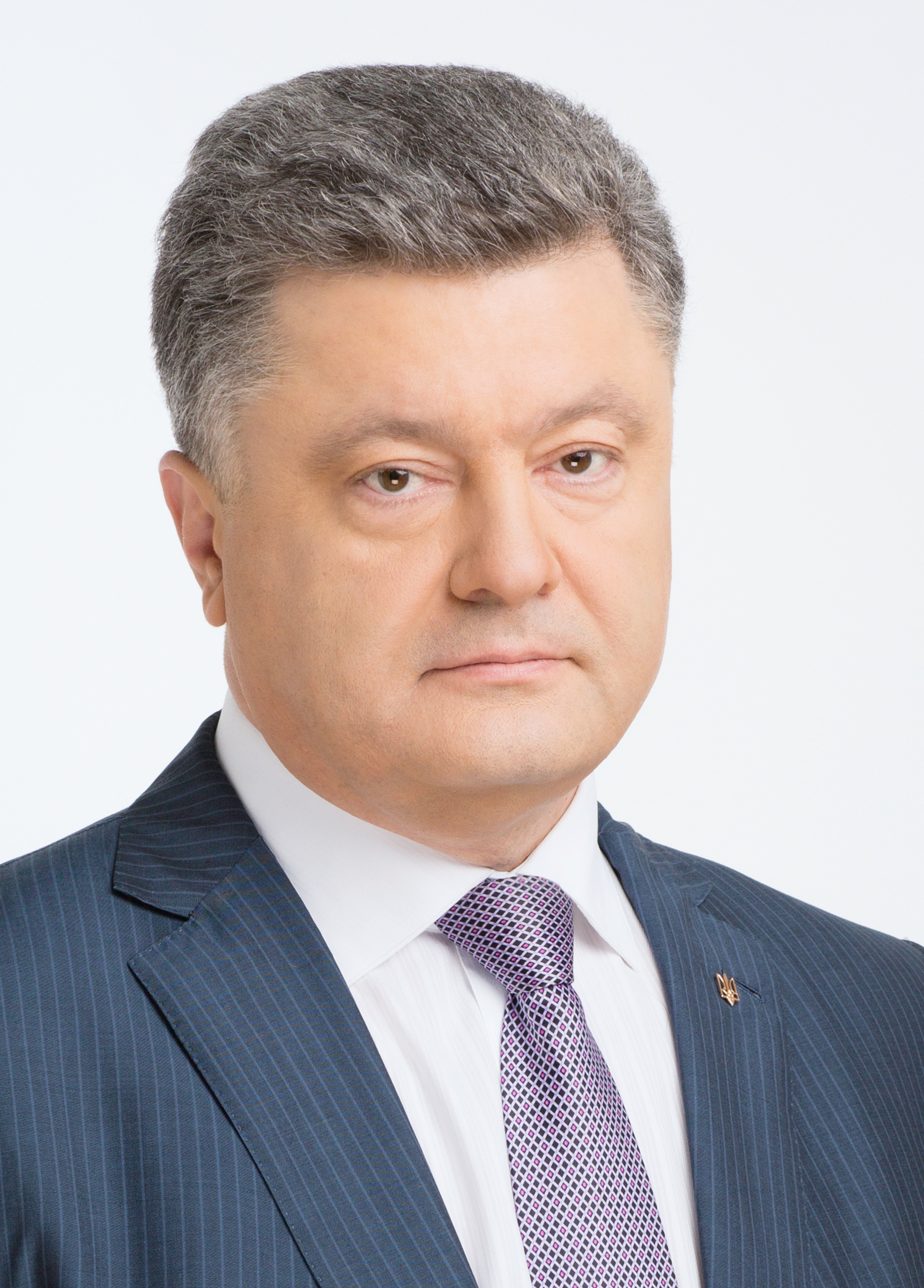
Petro Porochenko (2014-2019)
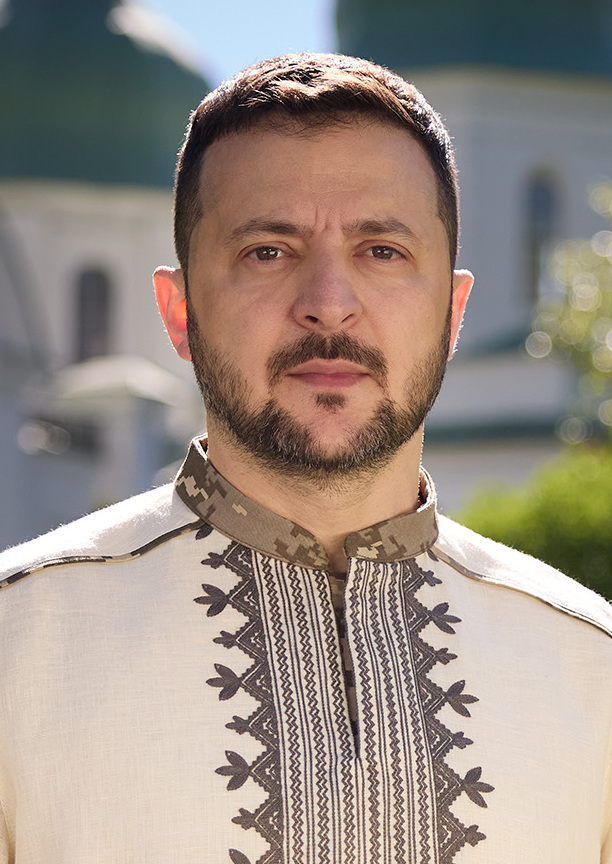
Volodymyr Zelensky (depuis 2019)